# Eres (canción de Anahí)
«Eres» es el tercer sencillo del sexto álbum de estudio de la cantante mexicana Anahí titulado Inesperado. Musicalmente, «Eres» es una balada que cuenta con la colaboración del cantante mexicano del género regional Julión Álvarez. Fue compuesto por Anahí junto a la ganadora de un Grammy Latino Mariana Vega.
Fue lanzada a la venta el 12 de febrero de 2016 a través de descarga digital.
El video musical fue grabado en San Cristóbal de Las Casas, Chiapas y se estrenó el 25 de marzo de 2016.

## Antecedentes
El 10 de septiembre de 2015, la cantante compartió una foto en Instagram en el estudio grabando. Al día siguiente, el 11 de septiembre de 2015, se compartió en Instagram una foto de Anahí junto a los productores "The Swaggernautz" junto con las palabras «Todo una reina y lista para lo que viene!».
El 3 de febrero de 2016, Anahí compartió el primer adelanto del sencillo al colocar en Instagram una imagen con un verso del sencillo y la fecha de lanzamiento. El 6 de febrero de 2016, y como parte de la cuenta regresiva, se compartió el segundo adelanto junto a los hashtag #Eres #EresAnahi. Por último, el 9 de febrero de 2016 se compartió el tercer adelanto del sencillo.

## Composición y producción
El 9 de febrero de 2016, la cantante venezolana Mariana Vega, a través de su cuenta de Twitter, compartió que era una de las compositoras de «Eres». El sencillo fue compuesto por Anahí junto a Vega y a Jovany Javier Barreto, Luis Alfredo Salazar, Paolo Tondo. Fue producido por "Los Swaggernautz", un dúo formado por el compositor y productor cubano Jovany Javier y el productor singapurense Tat Tong.
«Eres» es una balada romántica con arreglos de orquesta sinfónica y ritmos electrónicos lentos, utilizando como instrumento principal el piano. Fue interpretada a dueto con el cantante de género regional Julión Álvarez, con quien interpretó el tema «Amigo Francisco» anteriormente.

Tanto mi esposo como yo tenemos una relación muy bonita con Julión y es alguien a quien queremos mucho y a quien yo admiro como artista, y cuando surgió la canción lo primero que pensé es que quedaría increíble con nuestras voces.
Anahí sobre la colaboración con Julión Álvarez.

## Lanzamiento
El 21 de noviembre de 2015, Anahí anunció el estreno de dos sencillos al colocar una foto junto al texto: «Ya casi! #Boomcha #Eres tantas sorpresas muy pronto por fin yaaaaa! Nuevo sencillo en unos días y no es uno...Son dos!!!». En diciembre de 2015 se anunció el lanzamiento de «Eres» en forma simultánea con el sencillo «Boom cha». Finalmente, luego del estreno de «Boom cha», se anunció que sería lanzado en 2016 y no en forma simultánea como se había anunciado previamente por Universal.
El 3 de febrero de 2016, Anahí anunció a través de su cuenta en Instagram que el lanzamiento del sencillo sería el 12 de febrero de 2016.  El sencillo es una colaboración con el cantante mexicano Julión Álvarez.

## Recepción

### Crítica
El bloguero brasileño Hugo Gloss comenzó su nota invitando a oír el tema al mencionar que «esta linda». Finalmente menciona que, a diferencia de sus dos sencillos anteriores que eran más agitados y movidos, «Eres» es una balada romántica que cuenta nuevamente con una participación especial. El sitio web de la radio mexicana Ya! comentó que el nuevo sencillo «impacta» y que es ideal para «festejar el "Día del amor y la amistad" este 14 de febrero».
El sitio web de la compañía Televisa Espectáculos comenzó su reseña afirmando que Anahí y Julión enamoran a todos con «Eres» y continuó argumentando que el sencillo «derrama miel y puede convertirse en la balada romántica favorita de todos». Angie Pino, del sitio web Soy Grupero expresó «Finalmente vio la luz "Eres", la nueva rola de Anahí en donde la acompaña uno de los artistas más queridos del momento, Julión Álvarez. Es una rolita pop de amor, en la que la voz de Julión de verás que se escucha bien, una nueva faceta de él». Univisión mostró su agrado por el sencillo y argumentó que aunque «Julión es intérprete del género regional mexicano, esta vez su voz se acopla a un tema totalmente pop, en el que hace una dupla sorprendente con Anahí, quien se lució interpretando esta balada romántica».
Nayeli Rivera, de Monitor Latino, comenzó su reseña argumentando que Julión, apodado «"El rey de la taquilla" dejó a un lado el sombrero y las botas, para lucir un look casual en el videoclip de "Eres", una canción que promete convertirse en una de las baladas románticas del año», agregando que «la primera dama de Chiapas, omitió en esta ocasión su look sexy atrevido para usar un vestuario más casual». Luego de explicar donde se realizó la grabación del video, agregó que «la difusión de "Eres" va por buen camino ya que ésta semana se ubica en el quinto lugar del Hot Pop General, además el video oficial ya cuenta con más de medio millón de visitas en lo que va de estos cuatro días».

### Desempeño comercial
El 12 de febrero de 2016, se lanzó a la venta el sencillo a través de descarga digital convirtiéndose en número uno en ventas en Brasil, siendo el cuarto sencillo del álbum en lograr el primer puesto en dicho país, y en República Dominicana.
En México, el sencillo debutó en el puesto dieciocho del Top Pop de Monitor Latino, a su segunda semana logró el décimo puesto. Finalmente sube a la octava posición en su cuarta semana. A su quinta semana alcanza el séptimo puesto en el chart mexicano. En la lista Hot Song Pop de Monitor Latino alcanzó el segundo puesto.

## Lista de canciones
- Descarga digital

| Eres (feat. Julión Álvarez) — Single |        |          |  |
| N.º                                  | Título | Duración |  |
| 1.                                   | «Eres» | 3:40     |  |

## Video musical

### Desarrollo

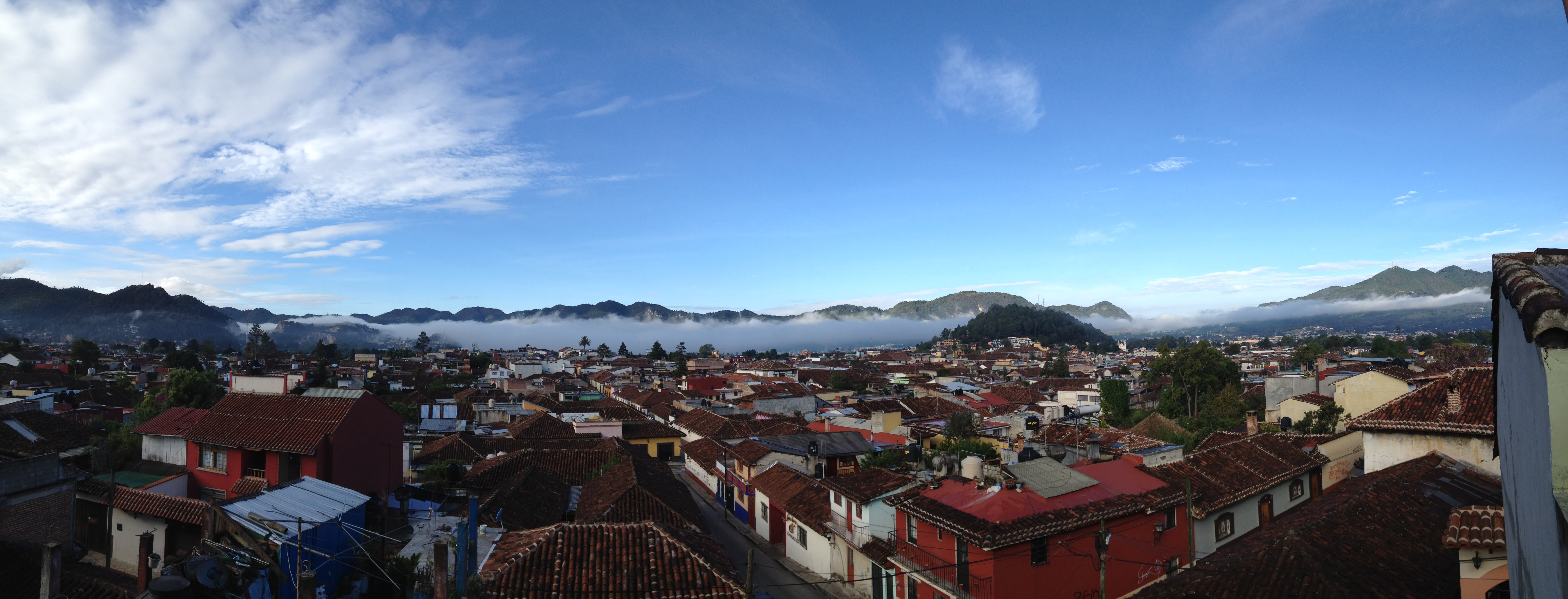
El video musical se llevó a cabo en el municipio San Cristóbal de Las Casas, Chiapas.

El 29 de febrero de 2016 se realizó la grabación del video musical en San Cristóbal de Las Casas, Chiapas, dirigido por Charly Rusansky. Anahí compartió seis imágenes de la grabación, junto al cantante Julión Álvarez en Instagram, así como también un video que muestra el detrás de cámara.

Yo propuse que el video se filmara en Chiapas porque es el lugar donde vivo ahora y es hermoso, y tengo la responsabilidad de mostrárselo al mundo entero porque, por azares del destino, estoy aquí.
Anahí sobre el video del sencillo.

El video se estrenó el 25 de marzo de 2016 a través de su cuenta oficial en Vevo.

### Sinopsis
El video cuenta con varias escenas en las que se ve a Anahí y Julión interpretando el tema sentados en un sillón y en un lugar lleno de velas y cortinas al aire libre. Se intercalan escenas románticas que muestran una historia de amor de una pareja que comparte momentos especiales.

### Recepción
El sitio web del canal estadounidense E! comentó que Anahí se ve «tan increíble como siempre» en los adelantos que compartió del video musical, agregando que fue un gran año para la cantante. Luego del estreno del video, argumentó que el video «tiene un estilo romántico y muestra a Anahí y a Julión en escenarios campestres intercalados con escenas románticas de amor en una casa». El sitio web Pure Break comentó que Anahí se ve «sexy y sorprendió a sus fanáticos en el detrás de cámara de su nuevo video». Continuó mencionando que la «musa adolescente regresa con toda su fuerza y esta preparando una serie de sorpresas para el público» y asegura que las fotos subidas a su Instagram sobre el video de «Eres» lograron que la gente entrara en un delirio ya que se ve sexy y muy en forma.
El sitio web Televisa Espectáculo, luego de realizar una reseñan sobre el sencillo, mencionó que en el «video Anahí luce radiante, aunque dejando a un lado su toque sensual, mientras que Julión Álvarez mostró un look casual» y argumentó que «la química entre Anahí y Julión es bastante notoria pues no es la primera vez que los cantantes comparten el micrófono, ya que durante la visita del Papa Francisco a México, en febrero de este año, cantaron en honor al Pontífice». El sitio web de la radio Los 40 Principales comentó que «en el clip se pueden ver a ambos cantantes interpretando el tema ante la cámara, donde Anahí luce verdaderamente radiante».
El video musical logró colocarse en el primer puesto en ventas digitales en Brasil, México, Colombia y España.

## Posicionamiento

### Semanales
| País           | Chart          | Lista               | Mejor posición |
| 2016           | 2016           | 2016                | 2016           |
| -------------- | -------------- | ------------------- | -------------- |
| Estados Unidos | Billboard      | Twitter Top Tracks  | 37             |
| México         | Monitor Latino | Hot Song Pop        | 2              |
| México         | Monitor Latino | Top pop más tocadas | 6              |
| México         | Monitor Latino | Top pop audiencia   | 14             |

### Anuales
| País   | Chart          | Lista         | Mejor posición |
| 2016   | 2016           | 2016          | 2016           |
| ------ | -------------- | ------------- | -------------- |
| México | Monitor Latino | Top pop anual | 55             |

## Premios y nominaciones
| Año  | Ceremonia        | Categoría           | Resultado | Ref.   |
| ---- | ---------------- | ------------------- | --------- | ------ |
| 2016 | Premios Juventud | Canción corta-venas | Nominada  | [ 70 ] |

## Historial de lanzamiento
| Región | Fecha                 | Formato          | Discográfica    |
| ------ | --------------------- | ---------------- | --------------- |
|        | 12 de febrero de 2016 | Descarga digital | Universal Music |